# Pedro Atanasio Bocanegra

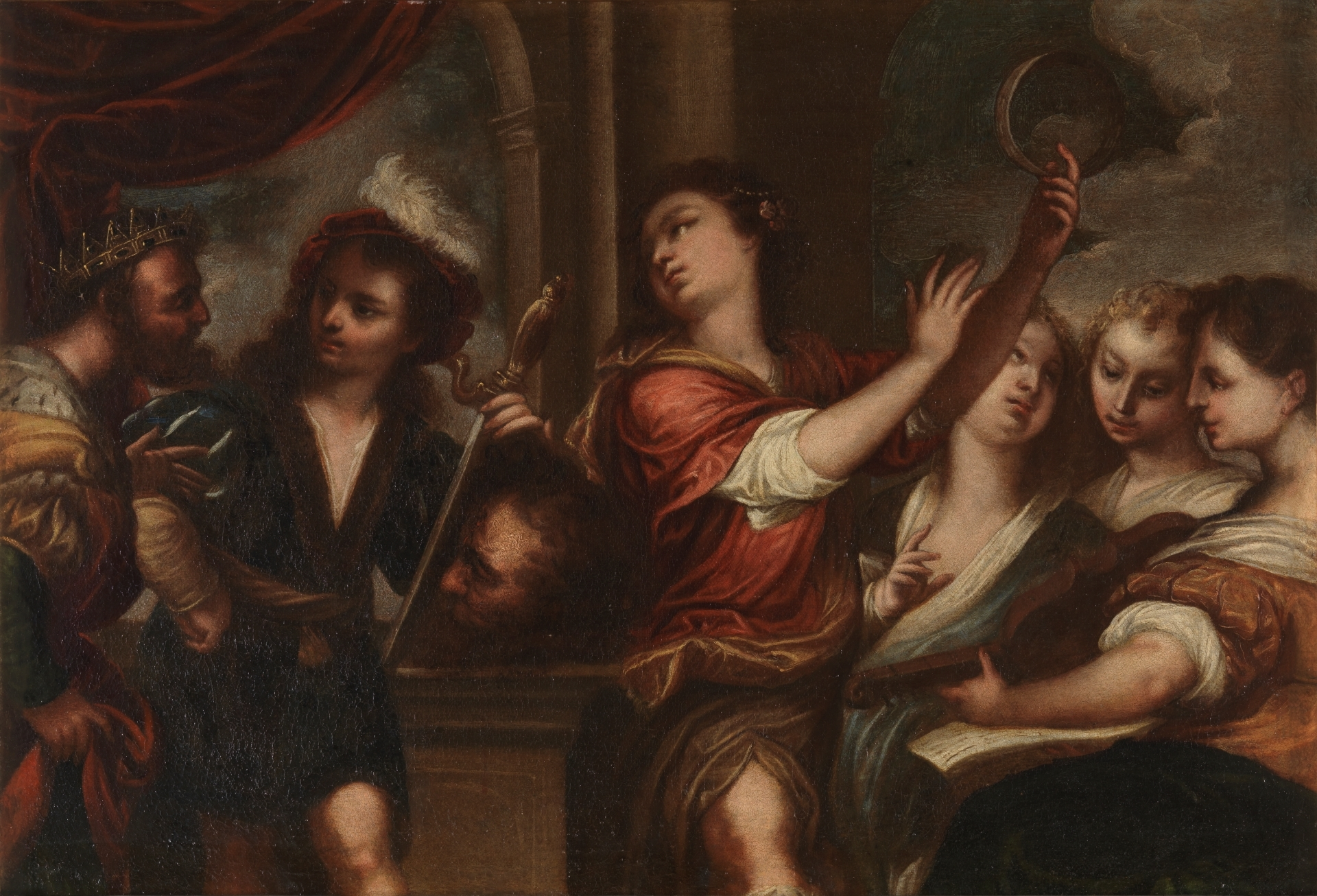
Triunfo de David, Museo del Prado.

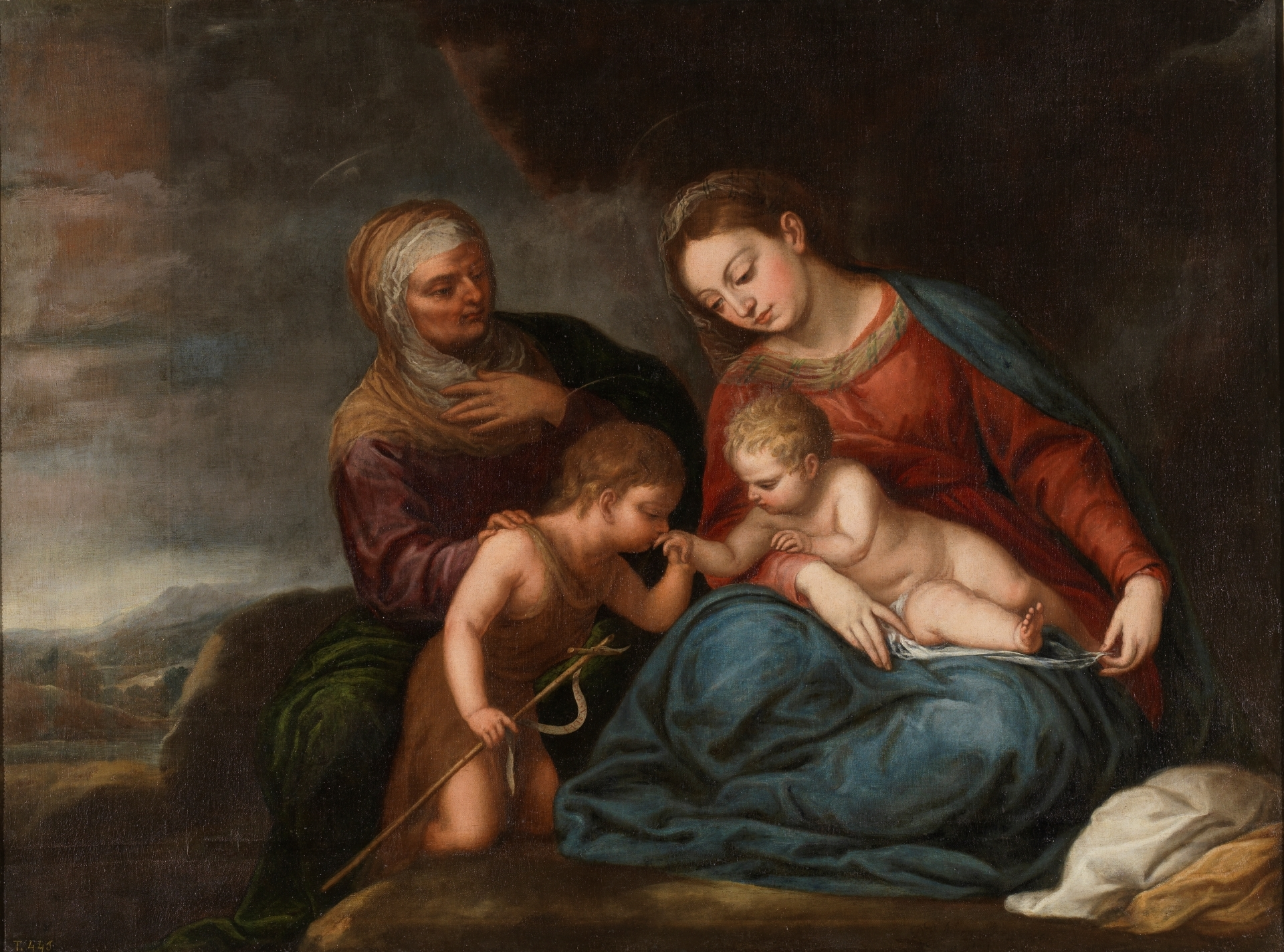
Virgen con el Niño y Santa Isanbel y San Juanito, Museo del Prado.

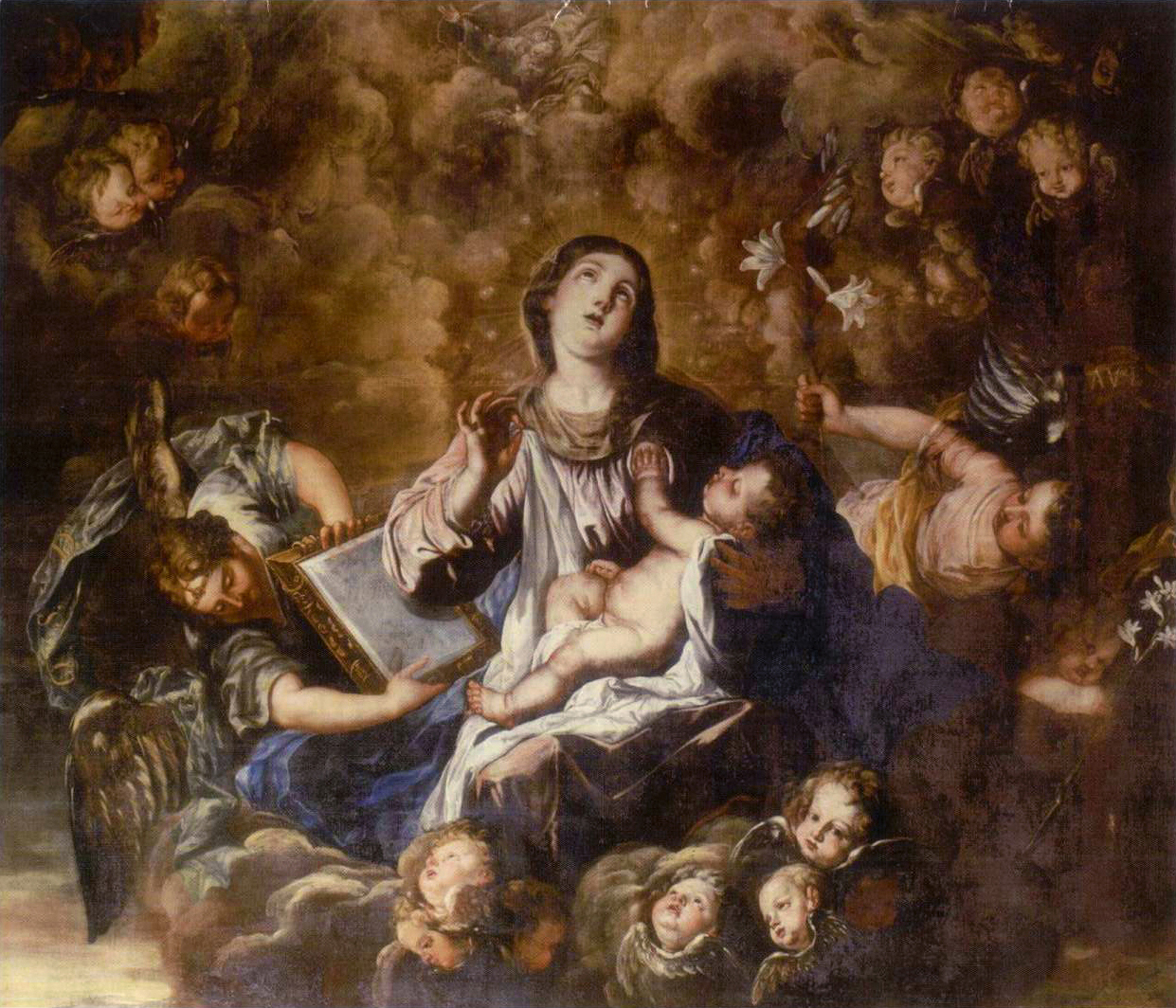
Nuestra Señora de Belén (Iglesia de la Encarnación de Santa Fe, Granada, 1651–1675)

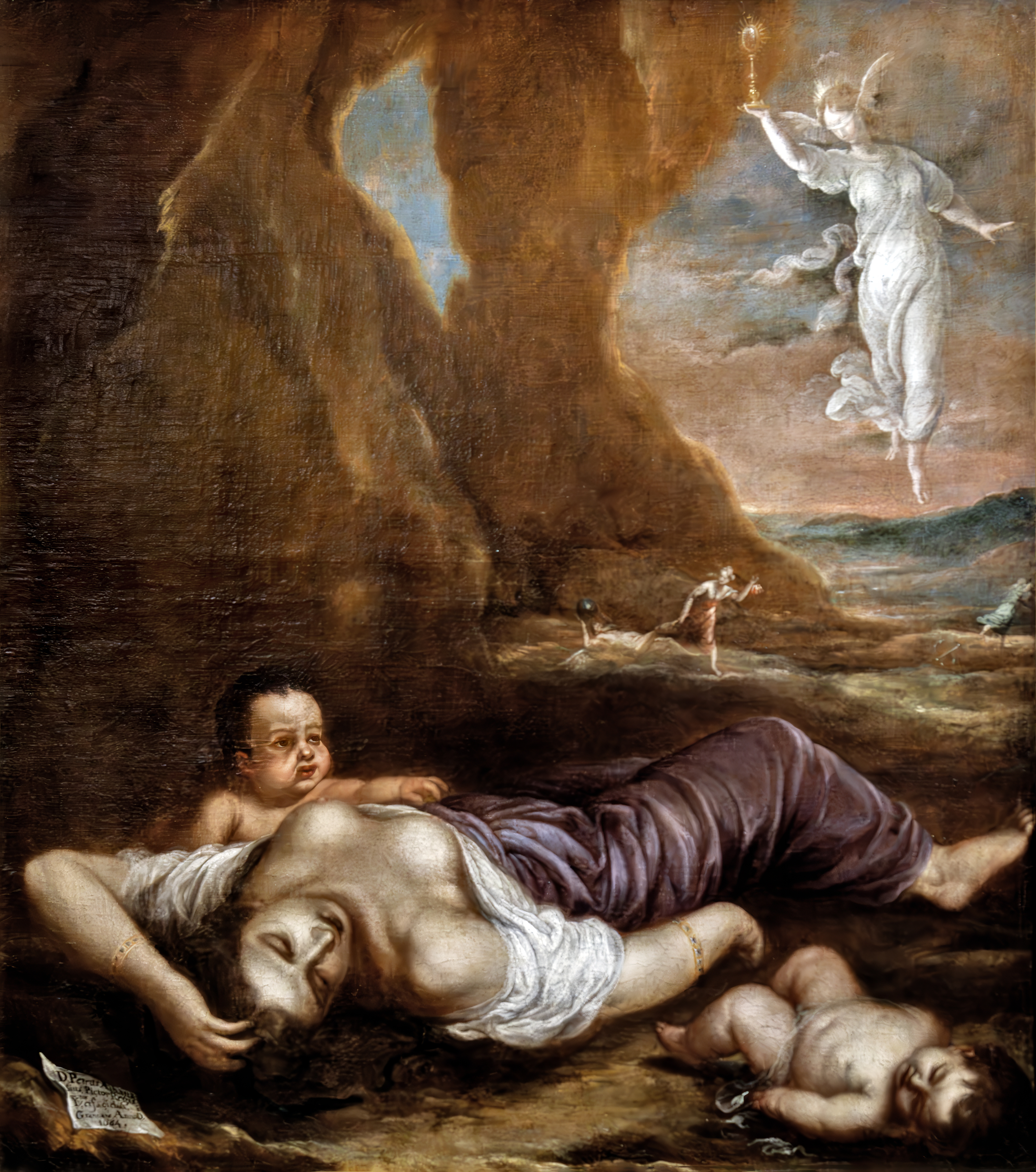
La alegoría de la plaga, Museo Goya, Castres.

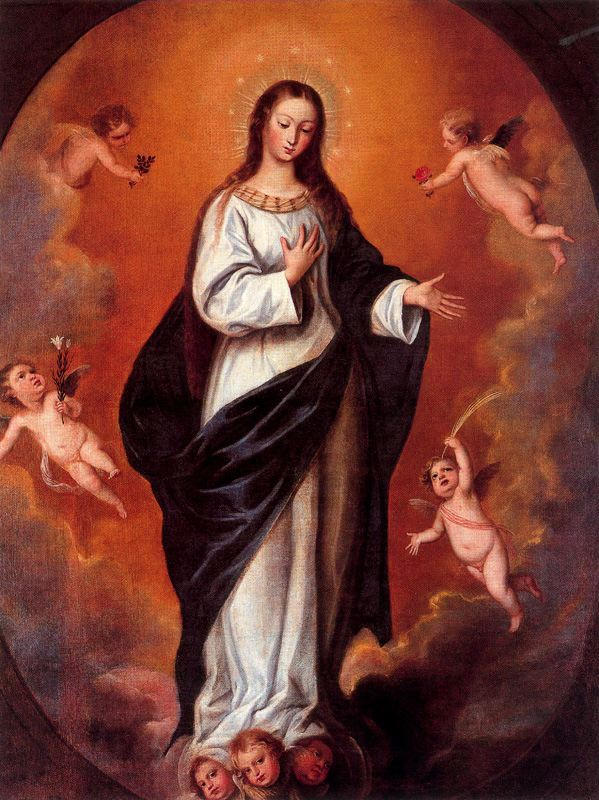
Inmaculada Concepción, Museo Diocesano de Arte Sacro, Vitoria.

Pedro Atanasio Bocanegra (* 12. März 1638 in Granada; † 1689 ebenda) war ein Maler des spanischen Barock.

## Leben
Zu Bocanegras Lehrmeistern zählte Alonso Cano. Der Stil der beiden Maler ist recht ähnlich, doch sind bei Bocanegra oft die Farben lebendiger; zu Lebzeiten weithin bekannt erinnert man sich heute als einen der typischsten Vertreter der granadinischen Malschule an ihn.
Zu seinen ersten reifen Werken gehörten die 1670 ausgeführten Malereien der Iglesia de los Santos Justo y Pastor in Granada. Als offizieller Maler der Kathedrale Granadas ist sein Werk zum größten Teil von religiösen Motiven bestimmt. Bocanegra galt als stolz und überheblich; er soll sich selbst gerne als den besten spanischen Maler seiner Zeit bezeichnet haben. 1676 zog er nach Madrid, wo er dank der Protektion verschiedener hochstehender Feudalfürsten zum königlichen Maler ernannt wurde. Erzählungen zufolge soll er Madrid aufgrund eines Streits mit einem anderen Maler verlassen haben.

## Bekannte Werke
- Triunfo de David (Museo del Prado, Madrid)
- Virgen con el Niño y Santa Isabel y San Juanito (Museo del Prado, Madrid)
- La alegoría de la plaga (Museo Goya, Castres)
- Alegoría de la Justicia (1676, Academia de San Fernando, Madrid)
- Alegoría del río Darro (Museo de Bellas Artes de Granada)
- San Juan de Mata (Capilla de Santa Ana, Kathedrale von Granada)

## Bücher
- Alfonso E. Pérez Sánchez: Pintura Barroca en España, 1600–1750. Editorial Cátedra, Madrid 1992, ISBN 84-376-0994-1.